# UNLu (Handball)
Universidad Nacional de Luján Handball, o simplemente UNLu, es un club de balonmano argentino administrado por el establecimiento educativo del mismo nombre localizado en San Gines 1700, San Fernando.
Anteriormente se denominaba INEF Manuel Belgrano de San Fernando (Campeón Metropolitano en 1992 y 1993).
En la actualidad disputa la Liga de Honor de Caballeros (LHC), el Nacional de Clubes y eventualmente la Copa Super 4, torneos regulados por la FEMEBAL.
También posee un equipo femenino, el cual fue relegado (2017) a la Primera división FeMeBal.
A partir de 2020 pasó a denominarse Círculo Balonmano San Fernando Handball.

## Competencias internacionales

### Panamericano masculino de Clubes 2017
Participaron del torneo los campeones de Argentina (UNLu), Brasil (Taubaté Handebol), Chile (Ovalle) y Uruguay (Colegio alemán); y los subcampeones de Argentina (S.A.G Villa Ballester ) y Brasil (EC Pinheiros).
En dicha competencia, UNLu finalizó en tercer lugar por detrás de los dos conjuntos del Brasil. Cabe destacar que Federico Pizarro fue el máximo goleador del Panamericano (MVP y parte del equipo ideal), mientras que Juan Pablo Fernández y Ramiro Martínez fueron en este ámbito octavo y noveno respectivamente.
En tanto a las atajadas, Juan Bar terminó siendo el quinto arquero con mejor promedio de atajadas de la copa.

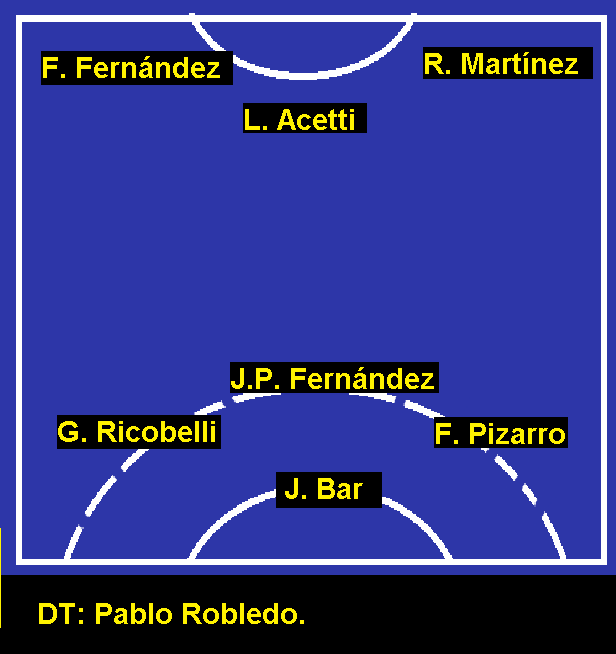
Alineación de UNLu por el tercer lugar del Panamericano de Clubes 2017

Desempeño
| Resultados     | Resultados | Resultados       |
| -------------- | ---------- | ---------------- |
| Colegio Alemán | 19 - 27    | UNLu             |
| UNLu           | 32 - 19    | Ovalle BM        |
| EC Pinheiros   | 30 - 21    | UNLu             |
| UNLu           | 22 - 27    | Taubaté Handebol |
| UNLu           | 30 - 27    | SAG Ballester    |

Tabla Final
| Medalla de oro    | EC Pinheiros     |
| Medalla de plata  | Taubaté Handebol |
| Medalla de bronce | UNLu             |
| 4                 | SAG Ballester    |
| 5                 | Ovalle BM        |
| 6                 | Colegio Alemán   |

Goleadores
| D | Jugador              | Equipo | G  | L  | %E | PJ |
| - | -------------------- | ------ | -- | -- | -- | -- |
| 1 | Federico Pizarro     | UNLu   | 39 | 64 | 61 | 5  |
| 8 | Juan Pablo Fernández | UNLu   | 18 | 35 | 51 | 5  |
| 9 | Ramiro Martínez      | UNLu   | 18 | 26 | 69 | 5  |

Fuente: PATHF
Atajadas
| D | Arquero                        | Equipo           | %E | A  | L   | PJ |
| - | ------------------------------ | ---------------- | -- | -- | --- | -- |
| 1 | Luiz Ricardo Miles Nascimiento | Taubaté Handebol | 45 | 44 | 98  | 5  |
| 2 | Murillo Araujo Santana         | EC Pinheiros     | 43 | 33 | 76  | 5  |
| 3 | Michel Bravet                  | Taubaté Handebol | 43 | 36 | 83  | 5  |
| 4 | Marcos dos Santos              | EC Pinheiros     | 40 | 46 | 115 | 5  |
| 5 | Juan Bar                       | UNLu             | 38 | 65 | 171 | 5  |

Fuente:PATHF
Asistencias
En las asistencias, Juan Pablo Fernández finalizó como el mejor en este rubro, en tanto Federico Fernández y Federico Pizarro fueron quinto y octavo respectivamente.
| D  | Jugador              | Equipo | A  | PJ |
| -- | -------------------- | ------ | -- | -- |
| 1  | Juan Pablo Fernández | UNLu   | 16 | 5  |
| 5  | Federico Fernández   | UNLu   | 8  | 5  |
| 10 | Federico Pizarro     | UNLu   | 6  | 5  |

Fuente: PATHF

## Palmarés
- Cronología de logros en la liga de Honor Caballeros.

| Temporada     | Campeón             | Subcampeón          | Tercero             |
| Apertura 2015 | UNLu                | SAG Villa Ballester | Ward                |
| Apertura 2016 | SAG Villa Ballester | UNLu                | River Plate         |
| Clausura 2016 | UNLu                | Ferro Carril Oeste  | SAG Villa Ballester |
| Apertura 2017 | UNLu                | Ward                | SAG Villa Ballester |
| Clausura 2017 | UNLu                | Dorrego             | SAG Villa Ballester |

Bajo la denominación actual ( UNLu)
Masculino
- Liga de Honor Caballeros (LHC): 4 (2015-apertura-;2016-clausura- ;2017-clausura[16][17] y apertura-[18]).
- Campeón Nacional de Clubes: Chubut 2016. Subcampeón 2017 (Córdoba; Villa Ballester).
- Super 4: Campeones (2016); Subcampeones (2017); Tercer lugar (2015).[19][20]
- Tercer puesto Panamericano 2017.[21]

Como INEF Manuel Belgrano (San Fernando):
Masculino
- Campeonato Metropolitano masculino (1992 y 1993).[23]

Femenino
- Campeonato Metropolitano femenino 1994.
- Campeonato Metropolitano femenino 1995.
- Campeonato Metropolitano femenino 1996.
- Campeonato Metropolitano femenino 1997.

## Jugadores

### Plantilla 2018/19 (masculino)[24]
- Actualizado el 9 de agosto de 2018

| Técnico Elio Fernandez     |        |
| Asistente Néstor Bondancia |        |
| Nombre                     | Dorsal |
| Carlos Diciocco (PT)       | 1      |
| Federico Fernández         | 2      |
| Federico Pizarro           | 3      |
| Mauro Mingorance           | 7      |
| Agustín Roberts            |        |
| Agustín Farías             | 9      |
| Sebastían Fernández        | 10     |
| Nicolás Vella              | 12     |
| Juan Pablo Fernández       | 13     |
| Lucas Acetti               | 14     |
| Gabriel Farías             | 17     |
| Patricio Verdino           | 19     |
| Guido Riccobelli           | 38     |
| Ignacio Pizarro            | 77     |
| Juan Bar (PT)              | 87     |
| Pablo Portela              |        |

#### Selección Argentina (absoluta)[26]:
- Federico Gastón Fernández[27][28]
- Federico Pizarro[27][28]
- Juan Pablo Fernández[27][28]
- Juan Bar[27][28][29][30][31]
- Pablo Portela.[32]
- Guido Riccobelli.[33]
- Ignacio Pizarro.[34]

### Plantilla 2018 (femenina)[35]
| Técnico Juan Alvez |        |
| Nombre             | Dorsal |
| Milagros Flores    | 2      |
| Agostina Toto      | 3      |
| Sofía Schiavi      | 6      |
| Constanza Berni    | 8      |
| Micaela Vanoi      | 9      |
| Nicole Blatché     | 10     |
| Sol Guirao         | 14     |
| Denise Podsiadlo   | 15     |
| Fiama Varisco      | 16     |
| Lucía Bondancia    | 18     |
| Mayra Guardo       | 25     |
| Florencia Vera     | 42     |
| Belén Pereyra      | 12     |